# 中国长城资产
中国长城资产管理股份有限公司，前身是中国长城资产管理公司，是中國一家國有投資管理公司。

## 歷史
中国长城资产管理股份有限公司原本是中国政府處理国有“四大行”历史坏账所成立的资产管理公司之一，最初是接收中国农业银行系统内的不良资产。但在2010年代已轉型為一間綜合投資管理公司。

## 控股公司
- 長城環亞控股
- 長生人寿保險有限公司
- 长城华西银行
- 长城新盛信托
- 长城国瑞证券

## 連結
- 官方网站